# 루스 체인지
《루스 체인지》(영어: Loose Change)는 9·11 테러를 다룬 다큐멘터리 영화로 2005년 첫 편집본이 공개되었다. 이 영화는 9·11 테러가 테러리스트에 의해 일어난 것이 아니라 미국 정부에 의해 철저하고 은밀하게 계획, 실행된 것이라고 주장한다.

## 제작
딜런 에이버리는 어린 시절부터 단짝 친구인 코리 로와 토론하며 9·11 테러 음모론 다큐멘터리를 만들었다. 로는 이라크와 아프가니스탄 참전 군인 출신이다. 여기에 그래픽 디자이너인 제이슨 버머스가 제작자로 동참했다.
당초 가정용 랩톱과 2,000 달러 예산으로 시작했던 이 프로젝트는 6,000 달러를 추가로 들인 두 번째 편집본으로 확대된다. 2006년 6월 다시 두 번째 편집본을 재편집한 증보판을 공개하였고, 미국과 유럽 방송국에서 이를 송출하면서 4개월 사이에 400만 명 이상이 시청한 것으로 추산되었다. 한국에 유포되어 있는 《루스 체인지》 영상 대부분은 이 증보판을 바탕으로 하고 있다.

## 음모론
《루스 체인지》에서 담고 있는 "음모론"은 다음 15가지이다.
1. 비행기와 상관없이 세계무역센터 7번 건물은 왜 무너졌나?
2. 철골로 된 세계무역센터 빌딩들은 어떻게 자유낙하속도로 무너졌나?
3. 붕괴된 층보다 20~30층 아래에서 뿜어져 나오는 파편들은 대체 무엇인가?
4. 세계무역센터 건물주는 9.11이 발생하기 6주 전에 35억짜리 테러 보험과 함께 건물을 샀을까?
5. 9.11 이전 몇 주 동안 예고에 없던 대피훈련은 무엇인가?
6. 건물 내부에서 일하던 사람들의 의견에 따르면 또다른 폭발음을 들었다는데? 특히 소방관들은 건물 안 밝은 섬광을 보았다는데?
7. 펜타곤 충돌 현장에서는 보잉 757기 파편이 없는가?
8. 비행기가 스쳤다는 펜타곤 잔디밭에는 왜 아무 흔적이 없나?
9. 펜타곤에서 엔진들이 들이받았을 자리의 왜 멀쩡한가?
10. 펜타곤 직원들은 사고 당시 군용 화약 냄새를 맡았다고 하는데?
11. 미국 정부는 사고기들의 블랙박스를 회수하지 못했다고 왜 거짓말을 했나?
12. 흔적없이 사라진 UA93편은 어디로 갔을까?
13. 미국 정부는 9.11 테러 당일 주요 각료들의 비행탑승을 왜 금지시켰는가? 미공군은 왜 비행기가 납치된 시각으로부터 2시간동안 늦장을 부렸나?
14. 거짓 전화통화 / 거짓 빈라덴 비디오 / 거짓 납치범
15. WTC 지하에 숨겨져있던 1600억 달러의 금괴 중 2억 달러 어치만 발견한 점

## 비판
‘사전에 설치한 폭탄에 의한 세계무역센터 붕괴’와 같은 주장에 대해 “일반적인 폭파해체 공법은 하부 지주를 잘라 무너뜨리는 방식으로 바닥부터 가라앉히지만, 세계무역센터가 무너지는 장면은 정반대”라며 “작은 ‘폭발’처럼 보이는 것도 건물이 무너질 때는 내부도 완전히 파괴되는데, 붕괴로 생성된 엄청난 에너지가 공기를 압축, 먼지로 변한 콘크리트를 양쪽으로 밀어낸 것”이라는 주장이 있다.